# Noordpolderzĳl
Noordpolderzĳl (dialekt groningski Polderziel) – wieś w Holandii, w prowincji Groningen, w gminie Eemsmond. 